# Филатовское сельское поселение (Пермский край)
Филатовское се́льское поселе́ние — муниципальное образование в Ильинском районе Пермского края Российской Федерации.
Административный центр — село Филатово.

## История
Статус и границы сельского поселения установлены Законом Пермской области от 10 ноября 2004 года № 1731-353 «Об утверждении границ и о наделении статусом муниципальных образований Ильинского района Пермского края»

## Население
| 2010 | 2012 | 2013 | 2014 | 2015 | 2016 | 2017 |
| ---- | ---- | ---- | ---- | ---- | ---- | ---- |
| 819  | ↘810 | ↘808 | ↘805 | ↘803 | ↘799 | ↘791 |
| 2018 | 2019 |      |      |      |      |      |
| ↗802 | ↘777 |      |      |      |      |      |

## Состав сельского поселения
| №  | Населённый пункт | Тип населённого пункта       | Население |
| -- | ---------------- | ---------------------------- | --------- |
| 1  | Аверины          | деревня                      | 0         |
| 2  | Баранята         | деревня                      | 4         |
| 3  | Большие Ергаласы | деревня                      | 1         |
| 4  | Большуха         | деревня                      | 36        |
| 5  | Гавренки         | деревня                      | 0         |
| 6  | Глушиха          | деревня                      | 57        |
| 7  | Истомины         | деревня                      | 2         |
| 8  | Катаевы          | деревня                      | 120       |
| 9  | Кленовчана       | деревня                      | 0         |
| 10 | Некрасовы        | деревня                      | 1         |
| 11 | Нижние Семинцы   | деревня                      | 63        |
| 12 | Орлы             | деревня                      | 15        |
| 13 | Позеволята       | деревня                      | 12        |
| 14 | Решетники        | деревня                      | 10        |
| 15 | Роденки          | деревня                      | 3         |
| 16 | Филатово         | село, административный центр | 493       |

### Упразднённые населённые пункты
В 2023 году упразднена деревня Ромаши.